# 基斯·科爾
基斯杜化·J·科爾（英語：Christopher J. Foy，1962年11月20日—），一般稱為基斯·科爾，英格蘭足球球證，出身於蘭開夏郡聖海倫斯，現時為英超執法球證。
科爾於1994年首次執法，曾多次執法大賽，但執法水準卻常受到非議。

## 外部連結
- 英超球證